# TWILL
TWILL（トゥワイル）とは福岡県出身の双子姉妹によるR&Bユニット。

## 活動
2001年にZOMBA Recordsと日本人初のアーティストとして契約し、2002年にZOMBA Records JAPANよりアルバム「Before I Fall」でデビューする。2004年にはゾンバ・レコーズと契約を終了し、スウェーデンのLaCarr　Music,ACE OF BASEのマネージメント会社であるUNITED STAGE MANAGEMENT、北欧最大の流通会社であるBONNIER AMIGOと契約。

## 由来
TWILLとはTWIN（双子、対をなすもの）、WILL（意志）という2つの言葉を組み合わせたもの。

## メンバー
- Michiko（姉、1985年11月14日生[2]）
- Yoko（妹、1985年11月14日生[2]）

## CD

### アルバム
- Before I Fall（ゾンバ・レコーズ・ジャパン、2002年12月4日発売。ZJCD-12001[3]）
- Before I Fall-Limited Edition-（限定盤。ゾンバ・レコーズ・ジャパン、2003年2月26日発売。ZJCD-12002[4]）

### シングル
- Is it Love
- One Step At A Time
- Story of my life（『F.B.EYE』主題歌）
- Love Friend（日本テレビ系『歌スタ!!』オープニングテーマ、2009年7月22日）日本デビュー作
- My Step（2009年9月30日）
- close to you（テレビ朝日系『Future Tracks →R』、愛媛朝日テレビ『Love Chu! Chu!』2番組共にエンディングテーマ、2010年5月5日）PVとCDジャケットにいとうあさこを起用
- New World（テレビ朝日系アニメ『デジモンクロスウォーズ～悪のデスジェネラルと七つの王国～』主題歌、2011年6月8日）
- STAND UP（テレビ朝日系アニメ『デジモンクロスウォーズ～時を駆ける少年ハンターたち～』主題歌、2012年3月7日）